# Giuse Lôi Gia Bồi
Giuse Lôi Gia Bồi (tiếng Trung: 雷家培, John Lei Jia-pei; sinh 1970) là một giám mục người Trung Quốc của Giáo hội Công giáo Rôma. Ông hiện đảm nhận cương vị Giám mục chính tòa Giáo phận Ninh Viễn.

## Tiểu sử
Giám mục Lôi sinh tại Trung Quốc vào tháng 6 năm 1970. Sau khoảng thời gian tu học theo Giáo luật, năm 1995, ông được phong chức linh mục.
Ngày 8 tháng 11 năm 2010, linh mục Giuse Lôi Gia Bồi được Hội Công giáo Yêu nước Trung Quốc đề cử chức vị Giám mục Giáo phận Tây Xương, có địa hạt tương ứng với giáo phận Ninh Viễn. Tòa Thánh sau đó đã xem xét và nhưng chỉ chấp thuận cho bổ nhiệm ông làm Giám quản Giáo phận Ninh Viễn, không phê chuẩn chức giám mục bất hợp thức của ông.
Mãi sau đó một năm, khi quan hệ giữa Tòa Thánh và chính quyền Trung Quốc có nhiều cải thiện, Tòa Thánh mới quyết định phê chuẩn giám mục và bổ nhiệm ông làm Giám mục chính tòa Giáo phận Ninh Viễn. Lễ tấn phong giám mục cho ông được tổ chức ngày 2 tháng 12 năm 2016.